# Oberwalddachsbach
Oberdachsbach (fränkisch: Ejbadagsbach, heute Oberwalddachsbach) ist ein Gemeindeteil der Gemeinde Dietersheim im Landkreis Neustadt an der Aisch-Bad Windsheim (Mittelfranken, Bayern). Oberdachsbach liegt in der Gemarkung Walddachsbach.

## Geografie
Die Einöde liegt am Ludergraben, einem rechten Zufluss des Schweinebachgrabens, der wiederum ein linker Zufluss des Schweinachbachs ist. 0,5 km südwestlich des Ortes erhebt sich der Rennersberg (340 m ü. NHN) im Hohenecker Forst, 0,5 km nördlich liegt das Grauenhoffeld, 0,75 km südöstlich der Klosterwald. Ein Anliegerweg führt zur Kreisstraße NEA 26 (1,2 km westlich), die nach Walddachsbach (0,4 km nördlich) bzw. zur Kreisstraße NEA 35 verläuft (1,2 km südlich).

## Geschichte
Der Ort wurde im Würzburger Lehenbuch, das im Zeitraum von 1317 bis 1322 entstand, als „Daspach“ erstmals urkundlich erwähnt, 1454 erstmals als „Obern Dachspach“. Das Bestimmungswort des zugrundeliegenden Gewässernamens ist der Dachs.
Gegen Ende des 18. Jahrhunderts gehörte das aus einem Anwesen bestehende Oberdachsbach zur Realgemeinde Walddachsbach. Das Hochgericht übte das brandenburg-bayreuthische Vogtamt Lenkersheim aus. Das Anwesen war ehemals ein Pfarrlehen von Diespeck und war nun ein freieigenes Gut.
Von 1797 bis 1810 unterstand der Ort dem Justizamt Külsheim und Kammeramt Ipsheim. Im Rahmen des Gemeindeedikts wurde Oberdachsbach dem 1811 gebildeten Steuerdistrikt Altheim und der 1817 gebildeten Ruralgemeinde Altheim zugeordnet. Mit dem Zweiten Gemeindeedikt (1818) wurde es in die neu gebildete Ruralgemeinde Walddachsbach umgemeindet. Am 1. Juli 1972 wurde Oberdachsbach im Zuge der Gebietsreform in Bayern nach Dietersheim eingemeindet. Die offizielle Bezeichnung lautet nun Oberwalddachsbach, gegenüber Unter- bzw. Walddachsbach.

### Baudenkmal
- Weiherhaus Oberdachsbach[11]

### Einwohnerentwicklung
| Jahr      | 001818 | 001840 | 001861 | 001871 | 001885 | 001900 | 001925 | 001950 | 001961 | 001970 | 001987 |
| Einwohner | 14     | 21     | 16     | 19     | 18     | 9      | 4      | 9      | 0      | 5      | 3      |
| Häuser    | 2      | 2      |        |        | 2      | 2      | 1      | 1      | 1      |        | 1      |
| Quelle    | [ 13 ] | [ 14 ] | [ 15 ] | [ 16 ] | [ 17 ] | [ 18 ] | [ 19 ] | [ 20 ] | [ 21 ] | [ 22 ] | [ 1 ]  |

## Religion
Der Ort ist seit der Reformation evangelisch-lutherisch geprägt und bis heute nach St. Markus (Dottenheim) gepfarrt.